# مانار استستاد
مانار استستاد (انگلیسی: Magnar Estenstad؛ ۲۷ سپتامبر ۱۹۲۴ – ۱۳ مه ۲۰۰۴ (aged 79)) ورزشکار اسکی صحرانوردی اهل نروژ بود.
وی در مسابقات کشوری و بین‌المللی در مجموع برندهٔ ۱ مدال نقره، ۱ مدال برنز شده‌است.